# Département de Quito
1820–1830
Entités précédentes :
- Présidence de Quito

Entités suivantes :
- District de Quito (1824)
- Équateur (1830)

Le département de Quito (departamento de Quito, en espagnol) est une subdivision administrative de la Grande Colombie créée en 1820. Il est situé dans la partie est du territoire de l'actuel Équateur.

## Histoire
Créé en 1820, le département de Quito couvre initialement tout le territoire de l'actuel Équateur ainsi que la zone située entre les ríos Marañón et Napo, dans l'actuel Pérou.
En 1824, la Ley de División Territorial de la República de Colombia redéfinit le découpage politico-administratif de la Grande Colombie. Le département de Quito est alors ramené à la partie orientale de l'actuel Équateur.

Le département de Quito en 1820.
Le département de Quito de 1824 à 1830.

## Géographie

### Divisions administratives
Selon la Ley de División Territorial de la República de Colombia du 25 juin 1824, le département de Quito est subdivisé en 3 provinces :
- Province de Pichincha
- Province d'Imbabura
- Province de Chimborazo